# Eclipse solar de 21 de agosto de 2017

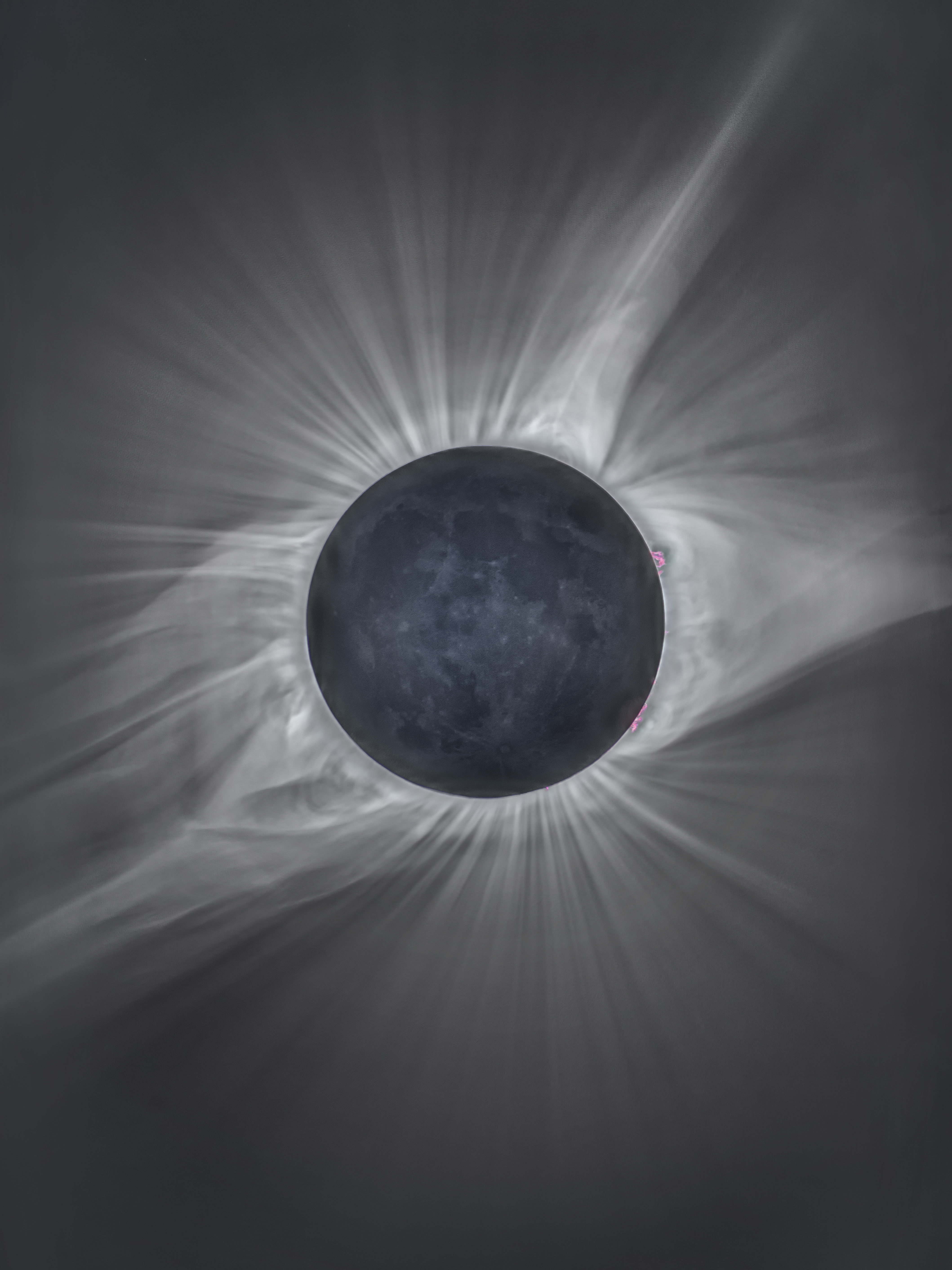
Imagem do eclipse solar de agosto de 2017 visto de Crowheart, Estados Unidos.

Ilustração mostrando os locais por onde a Lua projetou sua sombra

O eclipse solar de 21 de agosto de 2017 foi um eclipse total visível no Oceano Pacífico Norte, na América do Norte e no Oceano Atlântico (próximo do Mar das Caraíbas).
Noutros locais, América Central, na região do Caribe, ao norte da América do Sul e no oeste da Europa (em Portugal e nos Açores) e da África foi visível como eclipse parcial. Foi o eclipse número 22 na série Saros 145 e teve magnitude 1,0306. Gamma teve o valor de 0,4367.
Um eclipse solar ocorre quando a Lua passa entre a Terra e o Sol, assim, total ou parcialmente, obscurecendo a imagem do Sol para um observador na Terra. A totalidade do eclipse foi visível a partir de um corredor estreito através dos Estados Unidos da América. A maior duração da totalidade foi de 2 minutos e 44,3 segundos na Floresta Nacional Shawnee ao sul de Carbondale, Illinois.

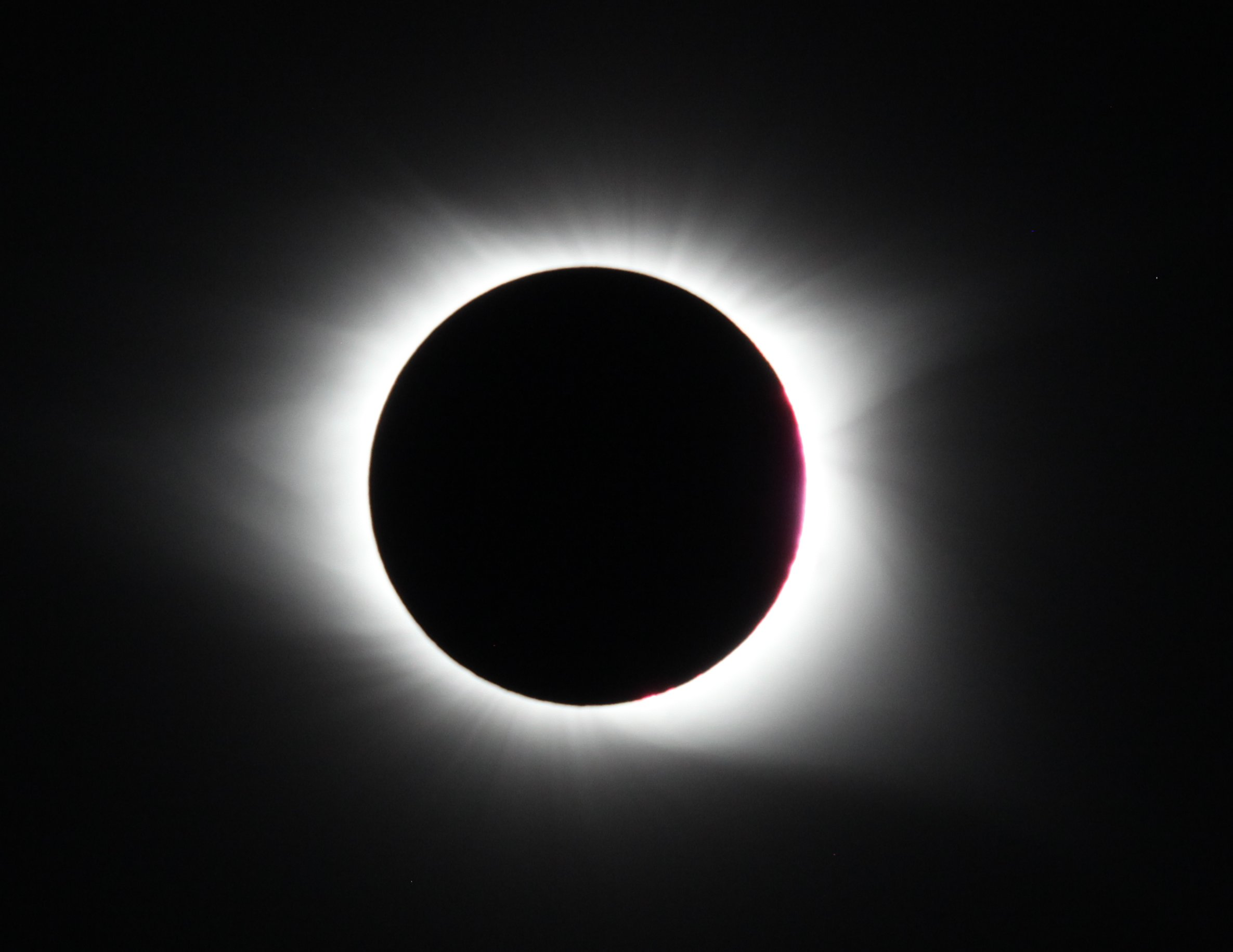
Eclipse total em Saint Paul, Clarendon County, Carolina do Sul
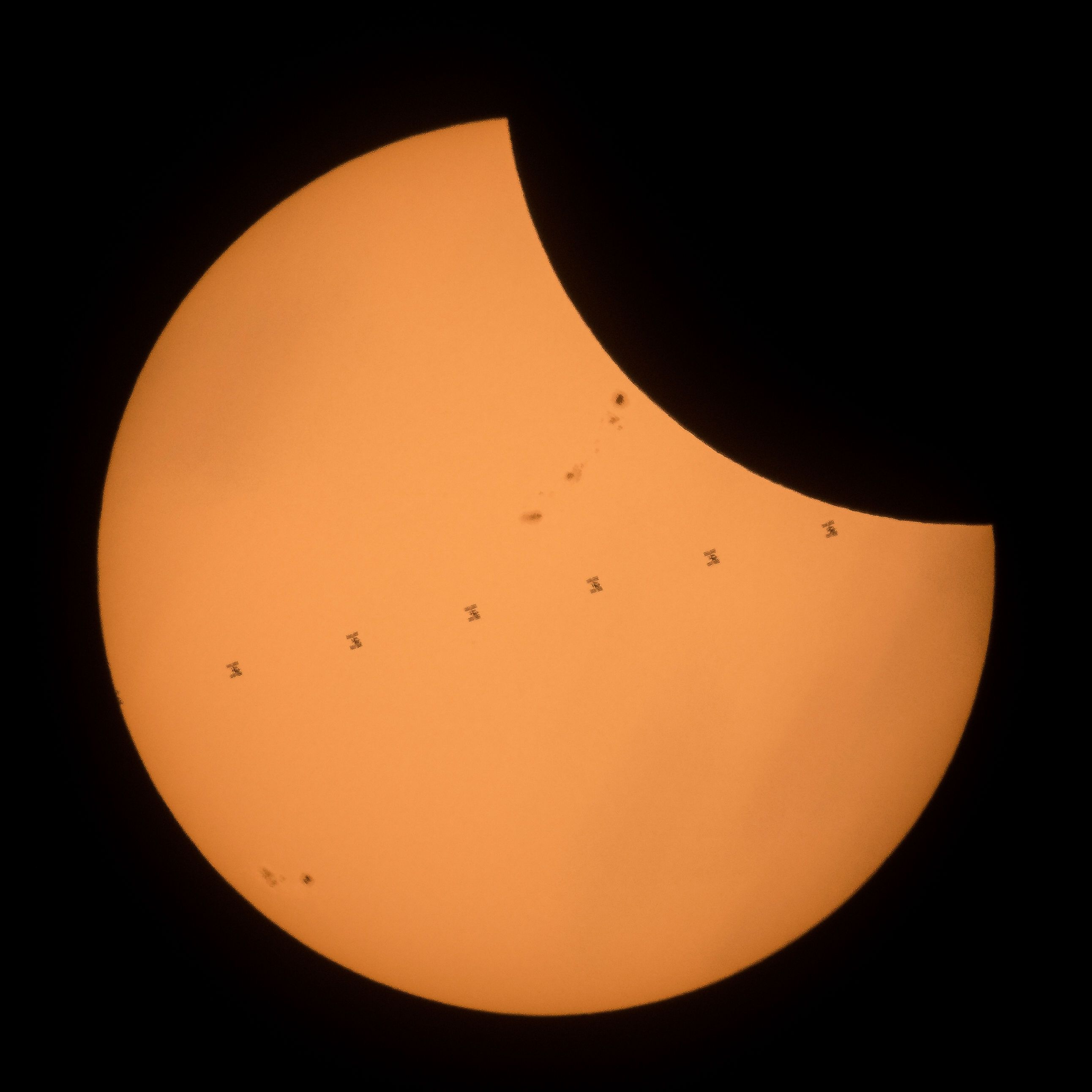
Imagem composta de sete frames do trânsito da Estação Espacial Internacional durante um eclipse parcial perto de  Banner, Wyoming
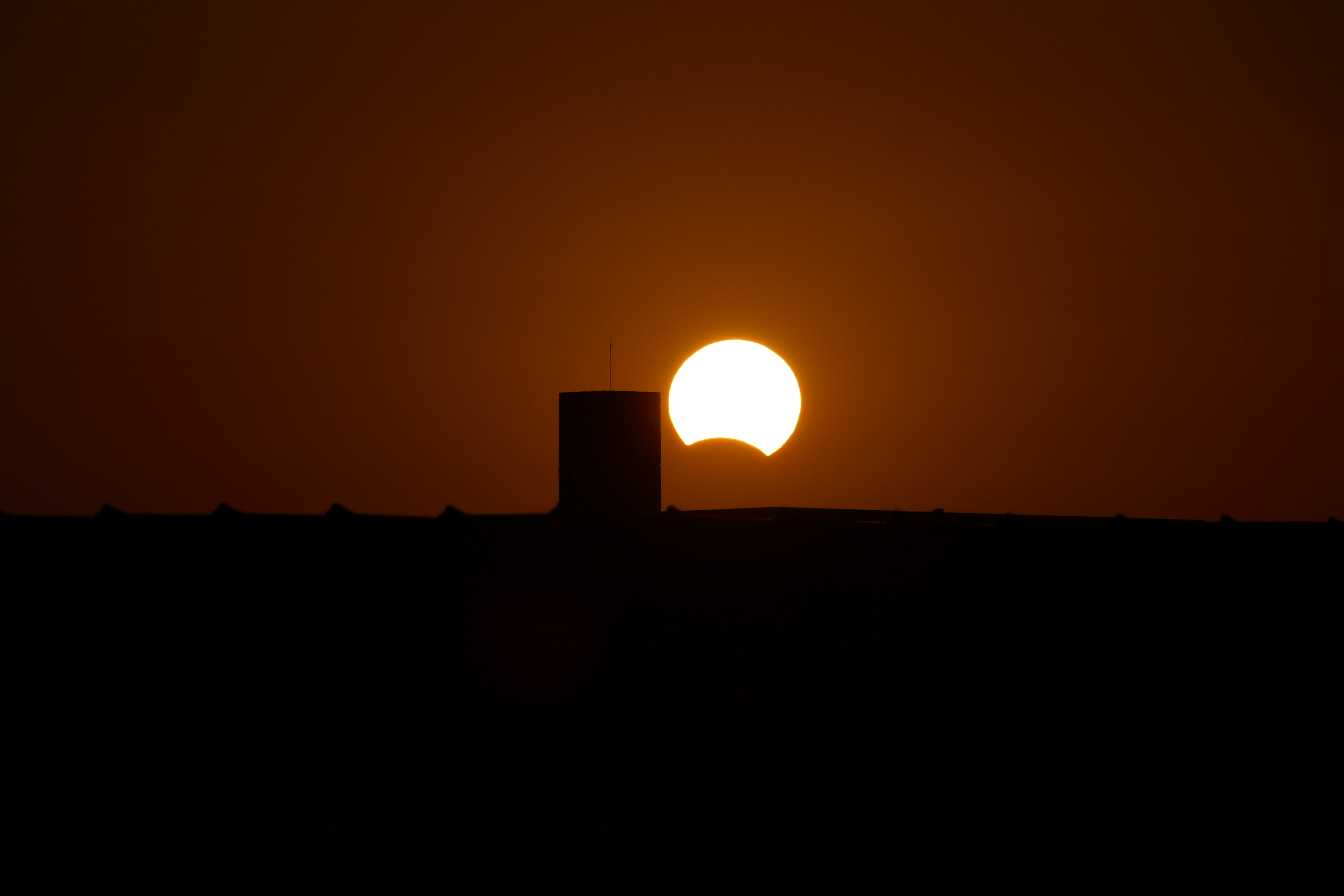
Eclipse parcial, visto de Coimbra, Portugal